# Litoria michaeltyleri
Litoria michaeltyleri är en groddjursart som beskrevs av Frost, Grant, Faivovich, Bain, Haas, Haddad, de Sá, Channing, Wilkinson, Donnellan, et al. 2006. Litoria michaeltyleri ingår i släktet Litoria och familjen lövgrodor. IUCN kategoriserar arten globalt som otillräckligt studerad. Inga underarter finns listade i Catalogue of Life.